# Swartzieae
Swartzieae je  tribus mahunarki iz potporodice Faboideae. Pripada mu sedam rodova.

## Rodovi
1. Trischidium Tul. (5 spp.)
2. Cyathostegia (Benth.) Schery (2 spp.)
3. Ateleia Sessé & Moc. ex D. Dietr. (24 spp.)
4. Bobgunnia J. H. Kirkbr. & Wiersema (2 spp.)
5. Swartzia Schreb. (201 spp.)
6. Bocoa Aubl. (4 spp.)
7. Candolleodendron  R. S. Cowan (1 sp.)